# Remon Stotijn
Remon Stotijn (Róterdam, Países Bajos; 27 de diciembre de 1975) es el líder de The Postmen, una banda holandesa de hip-hop con raíces reggae. Estuvo casado con Anouk Teeuwe y tienen tres hijos en común.
Debido a que sus dos compañeros del grupo The Postmen han abandonado la banda para iniciar sus andaduras en solitario, Remon cambió el nombre del grupo a Postmen.
En el año 2006 lanzó Green, su nuevo álbum, en el que aparecieron varias colaboraciones con Anouk Teeuwe
Después de su divorcio, grabó un video para su nuevo álbum, donde hacía referencia a Anouk y la recordaba de una forma muy tierna, actualmente tiene una relación sentimental con una de sus coristas y está esperando un hijo de ella.